# Carmo (Rio de Janeiro)
Pour les articles homonymes, voir Carmo.
Carmo  est une ville de l'État de Rio de Janeiro au Brésil. La ville comptait 17 439 habitants en 2010 et sa superficie est de 321,187 km2.

## Maires
| Période | Période | Identité                     | Étiquette | Qualité |
| ------- | ------- | ---------------------------- | --------- | ------- |
| 2009    | 2012    | Carlos Emanuel Ferreira Braz | PSB       |         |